# Castro del Río
Castro del Río er en by og kommune i det sydlige Spanien i provinsen Córdoba. Den har et indbyggertal på 7.612 (2024) indbyggere.